# Skoki do wody na letnich igrzyskach olimpijskich

Skoki do wody w programie olimpijskim po raz pierwszy znalazły się podczas igrzysk w Saint Louis w 1904 roku. Od tej pory zawody w tej dyscyplinie rozgrywane były na każdych kolejnych igrzyskach olimpijskich. Kobiety rywalizację rozpoczęły od igrzysk w Sztokholmie w 1912 roku.

## Kalendarium
| Rok  | Miejscowość    | Kraj              | Zawody                                                |
| ---- | -------------- | ----------------- | ----------------------------------------------------- |
| 1904 | Saint Louis    | Stany Zjednoczone | Skoki do wody na Letnich Igrzyskach Olimpijskich 1904 |
| 1908 | Londyn         | Wielka Brytania   | Skoki do wody na Letnich Igrzyskach Olimpijskich 1908 |
| 1912 | Sztokholm      | Szwecja           | Skoki do wody na Letnich Igrzyskach Olimpijskich 1912 |
| 1920 | Antwerpia      | Belgia            | Skoki do wody na Letnich Igrzyskach Olimpijskich 1920 |
| 1924 | Paryż          | Francja           | Skoki do wody na Letnich Igrzyskach Olimpijskich 1924 |
| 1928 | Amsterdam      | Holandia          | Skoki do wody na Letnich Igrzyskach Olimpijskich 1928 |
| 1936 | Berlin         | III Rzesza        | Skoki do wody na Letnich Igrzyskach Olimpijskich 1936 |
| 1948 | Londyn         | Wielka Brytania   | Skoki do wody na Letnich Igrzyskach Olimpijskich 1948 |
| 1952 | Helsinki       | Finlandia         | Skoki do wody na Letnich Igrzyskach Olimpijskich 1952 |
| 1956 | Melbourne      | Australia         | Skoki do wody na Letnich Igrzyskach Olimpijskich 1956 |
| 1960 | Rzym           | Włochy            | Skoki do wody na Letnich Igrzyskach Olimpijskich 1960 |
| 1964 | Tokio          | Japonia           | Skoki do wody na Letnich Igrzyskach Olimpijskich 1964 |
| 1968 | Meksyk         | Meksyk            | Skoki do wody na Letnich Igrzyskach Olimpijskich 1968 |
| 1972 | Monachium      | RFN               | Skoki do wody na Letnich Igrzyskach Olimpijskich 1972 |
| 1976 | Montreal       | Kanada            | Skoki do wody na Letnich Igrzyskach Olimpijskich 1976 |
| 1980 | Moskwa         | ZSRR              | Skoki do wody na Letnich Igrzyskach Olimpijskich 1980 |
| 1984 | Los Angeles    | Stany Zjednoczone | Skoki do wody na Letnich Igrzyskach Olimpijskich 1984 |
| 1988 | Seul           | Korea Południowa  | Skoki do wody na Letnich Igrzyskach Olimpijskich 1988 |
| 1992 | Barcelona      | Hiszpania         | Skoki do wody na Letnich Igrzyskach Olimpijskich 1992 |
| 1996 | Atlanta        | Stany Zjednoczone | Skoki do wody na Letnich Igrzyskach Olimpijskich 1996 |
| 2000 | Sydney         | Australia         | Skoki do wody na Letnich Igrzyskach Olimpijskich 2000 |
| 2004 | Ateny          | Grecja            | Skoki do wody na Letnich Igrzyskach Olimpijskich 2004 |
| 2008 | Pekin          | Chiny             | Skoki do wody na Letnich Igrzyskach Olimpijskich 2008 |
| 2012 | Londyn         | Wielka Brytania   | Skoki do wody na Letnich Igrzyskach Olimpijskich 2012 |
| 2016 | Rio de Janeiro | Brazylia          | Skoki do wody na Letnich Igrzyskach Olimpijskich 2016 |
| 2020 | Tokio          | Japonia           | Skoki do wody na Letnich Igrzyskach Olimpijskich 2020 |

## Tabela medalowa
Stan po IO 2012
| Poz.    | Państwo           | Złote | Srebrne | Brązowe | Łącznie |
| ------- | ----------------- | ----- | ------- | ------- | ------- |
| 1       | Stany Zjednoczone | 49    | 42      | 44      | 135     |
| 2       | Chiny             | 33    | 17      | 9       | 59      |
| 3       | Szwecja           | 6     | 8       | 7       | 21      |
| 4       | Rosja             | 4     | 8       | 6       | 18      |
| 5       | ZSRR              | 4     | 4       | 6       | 14      |
| 6       | Włochy            | 3     | 4       | 2       | 9       |
| 7       | Australia         | 3     | 3       | 6       | 12      |
| 8       | Niemcy            | 3     | 1       | 0       | 4       |
| 9       | Niemcy            | 2     | 8       | 10      | 20      |
| 10      | NRD               | 2     | 2       | 3       | 7       |
| 11      | Meksyk            | 1     | 6       | 6       | 13      |
| 12      | Kanada            | 1     | 4       | 6       | 12      |
| 13      | Czechosłowacja    | 1     | 1       | 0       | 2       |
| 14      | Dania             | 1     | 0       | 1       | 2       |
| 15      | Grecja            | 1     | 0       | 0       | 1       |
| 16      | Wielka Brytania   | 0     | 2       | 5       | 7       |
| 17      | WNP               | 0     | 2       | 1       | 3       |
| 18      | Egipt             | 0     | 1       | 1       | 2       |
| 19      | Francja           | 0     | 1       | 0       | 1       |
| 20      | Ukraina           | 0     | 0       | 2       | 2       |
| 21      | Malezja           | 0     | 0       | 1       | 1       |
| Łącznie | Łącznie           | 114   | 114     | 116     | 344     |